# Tour de Franche-Comté
Le Tour de Franche-Comté est une épreuve cycliste, course par étapes de sa création en 1979 à sa disparition en 2014. L'édition 2009 a été annulée.
Depuis 2015, l'épreuve est devenue une course d'un jour connue sous le nom de Classique Bourgogne-Franche-Comté.

## Tour de Franche-Comté
| Année | Vainqueur            | Deuxième            | Troisième              |
| ----- | -------------------- | ------------------- | ---------------------- |
| 1979  | Régis Simon          | Walter Pitau        | Noël Converset         |
| 1980  | Jürg Luchs (en)      | Frédéric Vichot     | Pascal Guyot           |
| 1981  | Fabien De Vooght     | Étienne Néant       | Christian Poulignot    |
| 1982  | Georges Lüthi        | Jacques Desportes   | Denis Celle            |
| 1983  | Joël Pelier          | Jean-Luc Garnier    | Gilles Bernard         |
| 1984  | Gilles Bernard       | Daniel Vailhe       | Zbigniew Krasniak      |
| 1985  | Denis Celle          | Jean-Marie Landherr | Alain Parisot          |
| 1986  | Philippe Tranvaux    | Gwénaël Guegan      | Jean-Claude Colotti    |
| 1987  | Manuel Carneiro      | Michel Friedmann    | Pascal Robert          |
| 1988  | Christophe Manin     | Franck Simon        | Marcel Kaikinger       |
| 1989  | Barney Saint-Georges | Denis Jusseau       | Jean-Luc Jonrond       |
| 1990  | Nicolas Dubois       | Laurent Brochard    | Dominique Zamagna      |
| 1991  | Gérard Picard        | Christian Thary     | Denis Moretti          |
| 1992  | Thierry Arnould      | Patrick Vallet      | Richard Szostak        |
| 1993  | Daniel Fricker       | Cédric Vasseur      | Christophe Moreau      |
| 1994  | Richard Szostak      | Arnaud Pretot       | Jean-François Laffillé |
| 1995  | Éric Garel           | Cyriaque Duval      | Jean-Yves Duzellier    |
| 1996  | Pascal Pofilet       | Eric Drubay         | José Lamy              |
| 1997  | Guillaume Judas      | Jason Van Marle     | Martial Locatelli      |
| 1998  | Pascal Pofilet       | Lionel Guest        | Antony Giuriato        |
| 1999  | José Medina          | Mickaël Pichon      | Franck Champeymont     |
| 2000  | Laurent Paumier      | Stéphane Petilleau  | Franck Brucci          |
| 2001  | Denis Leproux        | José Medina         | Guillaume Lejeune      |
| 2002  | John Nilsson         | Jérémie Derangère   | Christophe Guillôme    |
| 2003  | Jamie Alberts        | John Gadret         | Christophe Thébault    |
| 2004  | Alexandre Sabalin    | Yanto Barker        | Charles Guilbert       |
| 2005  | Jérémie Derangère    | René Mandri         | Jérôme Chevallier      |
| 2006  | Mickaël Leveau       | Stéphane Cougé      | David Pagnier          |
| 2007  | Tanel Kangert        | Jérémie Derangère   | Mathias Frank          |
| 2008  | Simon Zahner         | Mateusz Taciak      | Arthur Vichot          |
| 2009  | édition annulée      | édition annulée     | édition annulée        |
| 2010  | Nicolas Edet         | Sébastien Grédy     | Romain Villa           |
| 2011  | Méven Lebreton       | Raymond Künzli      | Herberts Pudāns        |
| 2012  | Stéphane Rossetto    | Jeroen Hoorne       | Warren Barguil         |
| 2013  | Julien Guay          | Xavier Brun         | Adam Yates             |
| 2014  | Clément Penven       | Guillaume Martin    | Till Drobisch          |